# Blåknut
Blåknut eller braknut är en beteckning som ibland används för råbandsknopen, men samma beteckning torde användas för knutar i allmänhet som håller, eller är svåra att få upp. Andra liknande namn är "hårdknut"; "hålknut" (Rättvik); "vräxelknut" och "vrängselknut".
Blå- (med tjockt l) är en missuppfattning av brå- i bråknut (ännu bevarat i svenska och norska dialekter), där brå- betyder tvinning. Blåknut betyder sålunda ursprungligen tvinnknut.
Ögleknutar, som lätt kan lossas kallas däremot på sina ställen för "lösknutar".